# Mira (Portugal)
Mira é uma vila portuguesa do Distrito de Coimbra, que pertencia à antiga província da Beira Litoral e à região do Centro (Região das Beiras), estando atualmente inserida na sub-região Região de Coimbra (NUT III), com cerca de 7 300 habitantes.
É sede do Município de Mira com 124,03 km² de área e 12 114 habitantes (2021), subdividido em 4 freguesias. O município é limitado a norte pelo município de Vagos, a leste e a sul por Cantanhede e a oeste tem litoral no Oceano Atlântico.

## História
A região onde se situa Mira já é habitada há longos tempos. São conhecidos locais onde se encontram indícios de ocupação pré-histórica como lascas em sílex, bifaces e machados de pedra polida. Encontram-se ainda por todo o município indícios de ocupação romana, alguns materiais de construção, nomeadamente "tegulae" (telhas), cerâmica doméstica e escória. A sul, na Serra da Corujeira a presença destes materiais levam a crer que provavelmente se encontrava ali um casal rústico (o equivalente a uma quinta nos dias de hoje). No entanto o local exato desta possível edificação ainda não foi encontrado. Pouco é conhecido sobre a área nos tempos dos Visigodos, mas durante o período de domínio árabe, Mira era já uma povoação com praça. No período Muçulmano esta região terá sido palco de guerras entre cristãos e árabes quando estes dominaram esta zona do litoral. Como era prática então, os invasores substituíam parte da população como gentes de outras áreas da península, e foi durante este tempo que a vila adquiriu o nome de Mira. Crê-se que já os cristãos ali existentes tinham devoção predileta ao Apóstolo São Tomé, e os devotos chamavam a este local Terras do Senhor São Tomé, que segundo lenda levara os mouros a aceitarem o termo que em árabe é Emir. Mira é corrupção da palavra árabe mir ou Emir, que quer dizer senhor, chefe ou príncipe. Porém, há alguns historiadores que aceitam a ideia de que os árabes, dando-lhe este nome, quiseram distingui-la pela sua beleza, situação e amenidade do clima, chamando-lhe Terra do Senhor. A influência árabe foi muito nítida na região, sendo o local foco de moçarabismo.
Com a Reconquista Cristã, sobretudo na última conquista de Coimbra aos árabes em 1064, a história das terras de Mira passa a ficar mais claramente documentada. O povoado mouro foi capturado ainda antes da independência do condado Portucalense, talvez por Dom Henrique, pai de Dom Afonso Henriques.  A povoação já aparece mencionada na doação que o primeiro governador de Coimbra, o moçárabe Sisnando, fizera no ano de 1094 aos novos povoadores de Montemor-o-Velho.  A estes concedeu a posse das terras de Mira e todos os seus termos com a condição de lavrar e cultivar todos os terrenos incultos, não podendo doá-los, vendê-los ou trocá-los sem o consentimento do governador.  A posse fora confirmada em Fevereiro de 1095, por Dom Raimundo e Dona Urraca, então Senhores de Portucale, a Soleima Godinho, doando todas as terras de São Tomé de Mira e nomeando-o seu proprietário e senhorio, sub condição de as arroteadas, valorizar e levar à criação de novos povoados.
Em 1442, Dom Pedro, regente de Portugal e Duque de Coimbra, concedeu autonomia municipal a Mira e diversos privilégios para fixar população e desenvolver o local. Recebeu foral de Dom Manuel I em Lisboa que a eleva a vila a 27 de Agosto de 1514 e nomeia como administrador e senhor da vila Dom Gonçalo de Tavares. Mais tarde, Dom Manuel de Sousa Tavares foi senhor e alcaide-mor da vila. O Senhorio de Mira manteve-se nas mãos da família dos Tavares até ao século XVIII, quando passou a integrar a Casa das Rainhas. Aí se manteve até à extinção do regime senhorial em 1833.
Contudo, a freguesia antecede o concelho. A igreja de S. Tomé de Mira, sendo a primitiva originalmente construída na atual localidade de Casal de S. Tomé, foi mandada edificar pelo filho do proprietário Saleima, Zalema Godinho, que foi também o seu primeiro pároco. Gazela Golfinho após poucos anos de cura de almas, trocou a sua paróquia pelo hábito de monge augustiniano, doando ao Mosteiro de Santa Cruz de Coimbra a igreja de Mira. Passando a freguesia a ser apresentação de Santa Cruz de Coimbra, o geral dos cónegos fazia-se representar pelo vigário dando-lhe uma pensão de 401$250 réis.
Após a grande recessão do século XIV, que também terá atingido terras de Mira, chegando mesmo a desaparecer alguns lugares até aí conhecidos, foi a realeza, na dinastia de Avis, que lhe trouxe novo e grande impulso de desenvolvimento. D. João I beneficiou seu filho, Pedro, tornando-o duque de Coimbra, senhor de Montemor, da vila de Aveiro e das terras de Mira. Terá sido D. Pedro, o senhor de Mira, quem mais se interessou pelo lugar, e, em 12 de Outubro de 1442 concede carta de privilégios aos moradores de Mira (carta esta que foi confirmada pelo seu sobrinho, rei Afonso V, a 22 de Julho de 1447).
Em 12 de Julho de 1448, D. Afonso V doa oficialmente, ao Infante D. Pedro, seus filhos e netos, as vilas de Mira e Aveiro e simultaneamente desanexa Mira do termo de Coimbra, elevando-a a concelho e concedendo-lhe autonomia administrativa.
Em 1497, a 3 de março, o rei D.Manuel I doa os direitos reais de Mira a Gonçalo Tavares, e em 27 de agosto de 1514 assina o foral concedido a estas terras, como instrumento de governação local, garantindo a representatividade do povoado e seus habitantes, relativamente a obrigações e encargos, limitando o poder dos senhores em favor dos povos.
O senhorio de Mira manteve-se na família dos Tavares até que, no reinado de D. João IV, por doação desse rei a sua esposa D. Luísa de Gusmão, passou a integrar o património da Casa das Rainhas. Foi D. Luísa de Gusmão, que em 2 de abril de 1644, ordenou ao corregedor, da Comarca de Coimbra, a tomada de posse da vila e seu termo, e aí se manteve até 1833 (aquando da extinção do regime senhorial, do reconhecimento da garantia plena da propriedade privada e no controlo exclusivo pela lei e pelos tribunais).
Todo o século XIX foi rico em reformas administrativas. Mira, tradicionalmente ligada à cidade do Mondego, pertenceu administrativamente ao distrito de Aveiro. A freguesia da Mamarosa esteve integrada no concelho de Mira, havendo um documento de 30 de junho de 1837 que referia que o concelho de Mira tinha duas freguesias, Mira e Mamarosa (esta freguesia pertenceu a Mira até 31 de dezembro de 1853, tal como a freguesia de Covão do Lobo pertenceu ao concelho de Mira de 1853 a 1855).
Em 1839, o concelho estava integrado na Comarca de Aveiro e em 1852 na de Anadia. No ano de 1853, o decreto de 31 de dezembro reintegrou o concelho de Mira no Distrito de Coimbra.
O concelho teve uma efémera extinção, resultado da lei de 26 de junho de 1867 que preconizava uma reforma administrativa, regulamentada por decreto de 10 de dezembro desse mesmo ano, que extinguia vários concelhos, entre os quais Mira e Vagos, tendo Mira ficado integrada no concelho de Cantanhede. Entretanto, o decreto de 14 de janeiro de 1868 anulou a lei e decreto anterior, pelo que o concelho de Mira esteve extinto um mês e quatro dias.
Novamente por decreto, de 7 de Setembro de 1895, após as reformas administrativas do início do liberalismo, Mira voltou a ser incorporada no município de Cantanhede. Mas após um período de dois anos e quatro meses, voltou a recuperar a sua autonomia, acabando o município por ser restaurado, por decreto de 13 de Janeiro de 1898.
Aqui viveu grande parte da sua vida Francélio Vouguense, pseudónimo de Francisco Joaquim Bingre, poeta arcádico e pré-romântico português. Embora sendo natural de Canelas, Estarreja, aqui exerceu as funções de escrivão do Juízo, câmara e tabelião. Morreu aos 93 anos no dia 26 de Março de 1865.

## Heráldica
“De negro com um ramo de espigas de milho folhadas e atadas em ponta, tudo de ouro. Bordadura cosida de verde carregada de oito conchas de ouro, realçadas de negro. Coroa mural de prata de quatro torres. Listel branco com letras de negro. Bandeira amarela. Cordões e borlas de ouro e de negro. Lança e haste douradas.”

## Evolução da População do Município
| Número de habitantes | Número de habitantes | Número de habitantes | Número de habitantes | Número de habitantes | Número de habitantes | Número de habitantes | Número de habitantes | Número de habitantes | Número de habitantes | Número de habitantes | Número de habitantes | Número de habitantes | Número de habitantes | Número de habitantes | Número de habitantes |
| -------------------- | -------------------- | -------------------- | -------------------- | -------------------- | -------------------- | -------------------- | -------------------- | -------------------- | -------------------- | -------------------- | -------------------- | -------------------- | -------------------- | -------------------- | -------------------- |
| 1864                 | 1878                 | 1890                 | 1900                 | 1911                 | 1920                 | 1930                 | 1940                 | 1950                 | 1960                 | 1970                 | 1981                 | 1991                 | 2001                 | 2011                 | 2021                 |
| 6 012                | 6 554                | 7 400                | 8 075                | 8 726                | 9 158                | 9 671                | 11 571               | 13 099               | 13 384               | 13 149               | 13 299               | 13 257               | 12 872               | 12 465               | 12 113               |

(Obs.: Número de habitantes "residentes", ou seja, que tinham a residência oficial neste município à data em que os censos  se realizaram.)
De acordo com os dados do INE o distrito de Coimbra registou em 2021 um decréscimo populacional na ordem dos 5.0% relativamente aos resultados do censo de 2011. No concelho de Mira esse decréscimo rondou os 2.8%. 
| Número de habitantes por Grupo Etário | Número de habitantes por Grupo Etário | Número de habitantes por Grupo Etário | Número de habitantes por Grupo Etário | Número de habitantes por Grupo Etário | Número de habitantes por Grupo Etário | Número de habitantes por Grupo Etário | Número de habitantes por Grupo Etário | Número de habitantes por Grupo Etário | Número de habitantes por Grupo Etário | Número de habitantes por Grupo Etário | Número de habitantes por Grupo Etário | Número de habitantes por Grupo Etário | Número de habitantes por Grupo Etário |
| ------------------------------------- | ------------------------------------- | ------------------------------------- | ------------------------------------- | ------------------------------------- | ------------------------------------- | ------------------------------------- | ------------------------------------- | ------------------------------------- | ------------------------------------- | ------------------------------------- | ------------------------------------- | ------------------------------------- | ------------------------------------- |
|                                       | 1900                                  | 1911                                  | 1920                                  | 1930                                  | 1940                                  | 1950                                  | 1960                                  | 1970                                  | 1981                                  | 1991                                  | 2001                                  | 2011                                  | 2021                                  |
| 0-14 Anos                             | 2 750                                 | 3 006                                 | 2 868                                 | 2 834                                 | 3 561                                 | 4 149                                 | 3 946                                 | 3 840                                 | 3 353                                 | 2 620                                 | 1 922                                 | 1 560                                 | 1 398                                 |
| 15-24 Anos                            | 1 391                                 | 1 454                                 | 1 728                                 | 1 879                                 | 2 014                                 | 2 254                                 | 2 452                                 | 2 100                                 | 2 148                                 | 2 107                                 | 1 769                                 | 1 233                                 | 1 056                                 |
| 25-64 Anos                            | 3 256                                 | 3 359                                 | 3 689                                 | 4 177                                 | 4 870                                 | 5 517                                 | 5 861                                 | 5 970                                 | 6 104                                 | 6 485                                 | 6 757                                 | 6 528                                 | 5 930                                 |
| = ou > 65 Anos                        | 572                                   | 676                                   | 623                                   | 735                                   | 925                                   | 1 032                                 | 1 125                                 | 1 265                                 | 1 694                                 | 2 045                                 | 2 424                                 | 3 144                                 | 3 729                                 |

(Obs: De 1900 a 1950 os dados referem-se à população "de facto", ou seja, que estava presente no município à data em que os censos se realizaram. Daí que se registem algumas diferenças relativamente à designada população residente)

## Política

#### Presidentes das Comissões Executivas Administrativas
- Pedro de Jesus, 1884.
- Francisco Moreira, 1870.
- João Maria Ribeiro Calisto, 1887
- Padre João Moreira d'Oliveira Vidal, 1905.
- Padre Luís Miranda Rocha, 1899, 1900.
- Horácio Afonso da Silva Poiares, 1908.
- Padre António Correia Pires, 1908.
- José de Jesus Pereira d'Oliveira, 1911, 1914, 1916, 1917, 1921 - 1924.
- Augusto Francisco Morais, 1914, 1915.
- António Marques Coentro, 1928 - 1930.
- João da Costa Pimentel Calisto, 1931,
- Virgílio Marques Maduro, 1938 - 1940.

#### Presidentes da Câmara Municipal
- João Simões Cúcio, 1941.
- Joaquim Leandro Pessoa de Andrade Campos, 1941 - 1946.
- Henrique Augusto Nascimento Rodrigues, 1946 - 1954.
- Luís Rebelo Torreira de Sá, 1954 - 1956.
- Manuel Rosete, 1956 - 1958.
- Joaquim Manuel Gaspar de Barros, 1959 - 1971.
- José Luís Cravo Roxo, 1971 - 1974.
- Álvaro Rosa Diasde Carvalho, 1974 - 1976 (comissão administrativa pós 25 de abril).
- Mário Marques Ferreira Maduro, 1972 - 1982.
- João Domingues da Rocha Cupido, 1982 - 1985 (assumiu após falecimento de  Mário Marques Ferreira Maduro).
- João Evangelista Rocha de Almeida, 1985 - 1993.
- João Maria Ribeiro Reigota, 1993 - 2001.
- Mário Ribeiro Maduro, 2001 - 2005.
- João Maria Ribeiro Reigota, 2005 - 2012.
- Raul José Rei Soares de Almeida, 2012 - 2023.
- Artur Jorge Ribeiro Fresco, 2023 - ?

### Eleições autárquicas[8]
| Data | %       | V       | %     | V     | %      | V      | %    | V    | %              | V            | %              | V   | %              | V   | %  | V  | Participação |                |
| Data | PPD/PSD | PPD/PSD | PS    | PS    | CDS-PP | CDS-PP | PPM  | PPM  | FEPU/APU/CDU   | FEPU/APU/CDU | MPT            | MPT | GCE            | GCE | CH | CH | Participação |                |
| ---- | ------- | ------- | ----- | ----- | ------ | ------ | ---- | ---- | -------------- | ------------ | -------------- | --- | -------------- | --- | -- | -- | ------------ | -------------- |
| Data | 1976    | 48,47   | 3     | 37,93 | 2      | 5,43   | -    | 2,78 | -              | 1,34         | -              |     |                |     |    |    |              | 55,20 / 100,00 |
| 1979 | 68,41   | 4       | 25,13 | 1     |        |        |      |      | 3,89           | -            | 69,02 / 100,00 |     |                |     |    |    |              |                |
| 1982 | 40,15   | 2       | 31,71 | 2     | 22,40  | 1      | 2,00 | -    | 65,42 / 100,00 |              |                |     |                |     |    |    |              |                |
| 1985 | 39,38   | 3       | 24,95 | 2     | 31,25  | 2      | 1,52 | -    | 64,38 / 100,00 |              |                |     |                |     |    |    |              |                |
| 1989 | 38,08   | 3       | 25,62 | 2     | 32,41  | 2      | 0,54 | -    | 65,17 / 100,00 |              |                |     |                |     |    |    |              |                |
| 1993 | 32,54   | 3       | 47,30 | 4     | 8,44   | -      | 0,56 | -    | 8,36           | -            | 69,39 / 100,00 |     |                |     |    |    |              |                |
| 1997 | 44,51   | 3       | 51,67 | 4     |        |        | 1,13 | -    |                |              | 70,36 / 100,00 |     |                |     |    |    |              |                |
| 2001 | 51,50   | 4       | 44,00 | 3     | 1,05   | -      | 0,53 | -    | 70,45 / 100,00 |              |                |     |                |     |    |    |              |                |
| 2005 | 41,34   | 3       | 46,60 | 4     | 1,75   | -      | 0,92 | -    | 5,65           | -            | 68,83 / 100,00 |     |                |     |    |    |              |                |
| 2009 | 28,48   | 2       | 55,99 | 5     |        |        | 0,78 | -    | 10,86          | -            | 62,88 / 100,00 |     |                |     |    |    |              |                |
| 2013 | 40,93   | 3       | 39,79 | 3     | 0,89   | -      | 1,15 | -    | 11,49          | 1            | 57,14 / 100,00 |     |                |     |    |    |              |                |
| 2017 | 60,25   | 5       | 29,98 | 2     | 0,43   | -      | 0,70 | -    | 4,62           | -            | 56,47 / 100,00 |     |                |     |    |    |              |                |
| 2021 | 59,06   | 5       | 30,99 | 2     |        |        | 1,85 | -    |                |              | 3,53           | -   | 58,14 / 100,00 |     |    |    |              |                |

### Eleições legislativas
| Data | %     | %     | %     | %    | %     | %     | %        | %     | %    | %     | %    | %   | %       | % | %  | %  |
| Data | PSD   | PS    | CDS   | PCP  | UDP   | AD    | APU/ CDU | FRS   | PRD  | PSN   | BE   | PAN | PSD CDS | L | CH | IL |
| ---- | ----- | ----- | ----- | ---- | ----- | ----- | -------- | ----- | ---- | ----- | ---- | --- | ------- | - | -- | -- |
| 1976 | 41,72 | 34,18 | 11,51 | 1,89 | 0,57  |       |          |       |      |       |      |     |         |   |    |    |
| 1979 | AD    | 33,41 | AD    | APU  | 0,65  | 54,97 | 3,91     |       |      |       |      |     |         |   |    |    |
| 1980 | AD    | FRS   | AD    | APU  | 0,32  | 58,35 | 3,63     | 30,32 |      |       |      |     |         |   |    |    |
| 1983 | 38,90 | 41,38 | 11,64 | APU  | 0,52  |       | 2,94     |       |      |       |      |     |         |   |    |    |
| 1985 | 41,18 | 32,66 | 11,09 | APU  | 0,60  | 2,84  | 7,22     |       |      |       |      |     |         |   |    |    |
| 1987 | 59,46 | 27,73 | 4,86  | CDU  | 0,26  | 2,07  | 1,61     |       |      |       |      |     |         |   |    |    |
| 1991 | 58,78 | 31,10 | 3,81  | CDU  |       | 1,21  | 0,21     | 1,43  |      |       |      |     |         |   |    |    |
| 1995 | 41,14 | 47,33 | 7,07  | CDU  | 0,46  | 1,36  |          | 0,16  |      |       |      |     |         |   |    |    |
| 1999 | 43,84 | 42,48 | 7,15  | CDU  |       | 2,02  |          | 1,23  |      |       |      |     |         |   |    |    |
| 2002 | 50,20 | 35,52 | 8,27  | CDU  | 1,30  | 1,64  |          |       |      |       |      |     |         |   |    |    |
| 2005 | 40,44 | 44,22 | 5,53  | CDU  | 1,47  | 4,19  |          |       |      |       |      |     |         |   |    |    |
| 2009 | 36,42 | 38,93 | 9,45  | CDU  | 1,75  | 7,92  |          |       |      |       |      |     |         |   |    |    |
| 2011 | 50,24 | 27,11 | 9,13  | CDU  | 2,35  | 3,71  | 0,85     |       |      |       |      |     |         |   |    |    |
| 2015 | CDS   | 29,89 | PSD   | CDU  | 2,51  | 7,46  | 0,70     | 50,56 | 0,32 |       |      |     |         |   |    |    |
| 2019 | 37,68 | 34,64 | 3,82  | CDU  | 1,79  | 7,88  | 2,80     |       | 0,95 | 0,78  | 0,58 |     |         |   |    |    |
| 2022 | 38,26 | 38,84 | 1,42  | CDU  | 0,83  | 3,38  | 1,09     | 0,63  | 7,92 | 3,46  |      |     |         |   |    |    |
| 2024 | AD    | 26,71 | AD    | CDU  | 37,01 | 1,00  | 3,71     | 1,16  | 1,74 | 18,78 | 3,79 |     |         |   |    |    |

## Freguesias

Freguesias do município de Mira.

O município de Mira está dividido em 4 freguesias:
- Carapelhos
- Mira
- Praia de Mira
- Seixo

## Património
- Pelourinho de Mira
- Igreja Matriz de Mira - Séc. XVII
- Casa do Visconde da Corujeira - Séc. XX
- Edifício dos Paços do Concelho - 1917
- Jardim do Visconde
- Capela Praia de Mira - 1843
- Igreja Matriz de Seixo de Mira - 1956
- Igreja Matriz de Praia de Mira
- Capela da Ermida
- Capela de Portomar
- Capela da Corujeira
- Capela do Corticeiro de Baixo
- Capela de Carapelhos
- Capela da Presa
- Capela dos Leitões
- Capela da Lentisqueira
- Capela da Barra de Mira
- Capela do Ramalheiro
- Capela do Casal de S. Tomé
- Capela do Arneiro
- Capela do Colmeal
- Estátua ao Infante D. Pedro,  Regente do Reino - 1996
- Monumento aos Mortos da I Grande Guerra Mundial - 1933
- Estátua do Pescador - 1998
- Busto do Visconde da Corujeira - 1997
- Busto do Dr. Mário Maduro - 1992
- Estátua da Mãe Gandaresa - 2001

## Figuras Ilustres
- João Evangelista Pimentel Lavrador, é o 39º Bispo da Angra

- Cónego Zagalo, Fundador do Colégio Cónego Zagalo, Porto Alexandre, Mossâmedes

### Visconde da Corujeira
Reinaldo Augusto Pinheiro Moreira da Costa e Silva, primeiro e único Visconde da Corujeira, nasceu a 6 de outubro de 1869, e veio a falecer a 22 de julho de 1953. Recebeu a carta de Visconde da Corujeira a 20 de setembro de 1890 por Decreto de D. Carlos. Filho Francisco Moreira da Costa Silva, advogado, cursando na Faculdade de Direito da Universidade de Coimbra, onde se inscreveu a 19 de outubro de 1847, e de Belarmina Toscano Pinheiro Sanches C. e Silva, natural de Cantanhede, filha de Francisco Pinheiro Sanches e de Joana Toscano Pinheiro, faleceu a 12 de agosto de 1918. Casou com Maria Evangelina de Pimentel Calisto, nascida em 1866, viria a falecer em Cantanhede a 28 de novembro de 1942. Desta união nasceram cinco filhos. Em 1905, pertenceu à Comissão de Beneficência Escolar.  
Era proprietário de uma quinta na Corujeira, de uma casa, com um vasto terreno, onde tinha várias espécies vegetais e animais exóticas. Possuía ainda uma casa na Pocariça, Cantanhede.